# Campeonato Mundial de Gimnasia Rítmica de 2019
El XXXVII Campeonato Mundial de Gimnasia Rítmica se celebró en Bakú (Azerbaiyán) entre el 16 y el 22 de septiembre de 2019 bajo la organización de la Federación Internacional de Gimnasia (FIG) y la Federación Azerbaiyana de Gimnasia.
Las competiciones se realizaron en la Arena Nacional de Gimnasia de la capital azerbaiyana.

## Medallero
| Núm. | País        | Oro | Plata | Bronce | Total |
| ---- | ----------- | --- | ----- | ------ | ----- |
| 1    | Rusia       | 8   | 2     | 3      | 13    |
| 2    | Japón       | 1   | 2     | 0      | 3     |
| 3    | Israel      | 0   | 4     | 2      | 6     |
| 4    | Bulgaria    | 0   | 1     | 1      | 2     |
| 5    | Bielorrusia | 0   | 0     | 1      | 1     |
| 5    | Italia      | 0   | 0     | 1      | 1     |
| 5    | Ucrania     | 0   | 0     | 1      | 1     |
|      | TOTAL       | 9   | 9     | 9      | 27    |